# Barbara Frale
Barbara Frale (Viterbo, 24 febbraio 1970) è una storica, paleografa e scrittrice italiana, nota per gli studi sui Cavalieri templari e sulla Sindone di Torino.

## Biografia
Nasce a Viterbo il 24 febbraio 1970, frequenta l'Università degli Studi della Tuscia-Viterbo, dove diventa la prima studentessa in Italia a laurearsi in Conservazione dei Beni Culturali..
La sua tesi di storia medievale, basata sull'esame di oltre 7000 documenti notarili del XIV secolo, è pubblicata dall'editore scientifico Vecchiarelli di Manziana (Orte 1303-1363. La città sul fiume, Manziana 1995) e vince il primo premio ex aequo per le opere inedite e tesi di laurea “Costantino Pavan” della città di San Donà di Piave..
Dopo la laurea svolge collaborazioni per il Museo Civico di Viterbo e la Soprintendenza ai Beni Archivistici del Lazio.
Nel 1996 consegue il Diploma di specializzazione post lauream in Paleografia, Diplomatica e Archivistica, presso la Scuola vaticana di paleografia diplomatica e archivistica dell'Archivio Segreto Vaticano, e nel 1998 anche quello in Paleografia Greca.
Nel 2000 consegue il dottorato di ricerca in “Storia della società europea”, presso l'Università Ca' Foscari di Venezia. Sempre nel 2000, ottiene una borsa di studio dall'Istituto Storico Germanico di Roma (Deutsches Historisches Institut in Rom). Dall'ottobre 2001 è in servizio come Officiale presso l'Archivio Segreto Vaticano.

## Attività di ricerca
Nel 2001 pubblica per l'editore Viella di Roma una parte dei risultati della tesi di dottorato, svolta sui documenti del processo ai Templari (L'ultima battaglia dei Templari. Dal codice ombra d'obbedienza militare alla costruzione del processo per eresia): la sua tesi è che, nell'atto di accusa lanciato dal re di Francia Filippo IV il Bello che portò al processo a seguito del quale l'ordine fu sciolto, vi fosse una serie di fatti reali opportunamente stravolti dalla pubblicistica regia per costruire l'accusa di eresia, l'unico tipo di reato per i quali l'ordine non godesse della piena immunità. La colpa dei Templari, secondo l'autrice, non era l'eresia ma un rituale segreto d'ingresso come prova d'obbedienza militare che conteneva atti di vilipendio della religione.
Nel 2002 pubblica il saggio Il Papato e il processo ai Templari. L'inedita assoluzione di Chinon alla luce della diplomatica pontificia, in cui analizza e discute il contenuto di una pergamena conservata nell'Archivio Segreto Vaticano e a lungo trascurata dagli storici, la quale conserva gli atti di un'inchiesta svolta da tre cardinali plenipotenziari di papa Clemente V sull'ultimo Gran Maestro dei Templari Jacques de Molay e su altri membri dello Stato Maggiore dell'ordine rinchiusi dal re Filippo il Bello nel Castello di Chinon, a seguito della quale, avendo i capi templari chiesto il perdono della Chiesa, il papa fa concedere loro l'assoluzione. Lo studio della pergamena di Chinon diviene oggetto di attenzione di alcuni storici in ambito internazionale.
I risultati della ricerca vengono poi presentati nel saggio I Templari, che riceve critiche positive sulle pagine culturali di diversi quotidiani italiani ed esteri e viene tradotto in inglese, francese, spagnolo, portoghese, polacco, ceco.
Il libro riceve una recensione positiva da parte di Umberto Eco, che chiamerà l'autrice a redigere due capitoli sui Templari all'interno dell'enciclopedia sul Medioevo di cui è il curatore.
Alcune tesi sostenute dalla Frale sono accolte da esperti di storia dei Templari, fra cui Malcom Barber,, Alain Demurger, Franco Cardini, e Simonetta Cerrini, allieva di Alain Demurger. L'autrice viene anche citata da autori del giornalismo italiano che scrivono opere di divulgazione, come Corrado Augias e Roberto Giacobbo.
Nell'ottobre del 2007 il Vaticano decide di pubblicare, nella Collezione degli Exemplaria praetiosa, una riproduzione di pregio di alcuni fra i maggiori documenti del processo ai Templari, fra cui l'ormai famosa pergamena di Chinon; la Frale scrive l'introduzione storica all'edizione dei documenti stessi, che viene presentata alla stampa da monsignor Sergio Pagano, vescovo titolare di Celene e Prefetto dell'Archivio Segreto Vaticano., ottenendo grande rilievo in ambito culturale con numerosi articoli su quotidiani nazionali ed esteri.
Il 21 agosto 2008, in un articolo pubblicato sull' Osservatore Romano, Frale ha sostenuto che «le carte originali del processo ai Templari rinvenute nell'Archivio Segreto Vaticano dimostrano l'infondatezza delle accuse di eresia».
Nel giugno 2009 la Frale pubblica I Templari e la sindone di Cristo, nel quale discute alcuni documenti secondo i quali il misterioso idolo che nel processo viene usato come un capo d'accusa contro l'ordine, per incolparlo di idolatria, sarebbe in realtà una particolare immagine di Cristo morto che ha caratteri analoghi alla Sindone di Torino. Il libro riceve il Premio Culturale Nazionale “Foemina d'oro” dell'Associazione Culturale “La vecchia Lizza” di Marina di Carrara per l'anno 2009; nel luglio 2010 è stato tradotto in portoghese (Edições, Lisboa) ed inglese (Maveryck house publishers).
Nel saggio La Sindone di Gesù Nazareno esamina alcune presunte tracce di scrittura scoperte sulla Sindone nel 1998 da un team di scienziati francesi esperti di analisi dei segnali dell'Institut Superieur d'Optique d'Orsay – Paris; confrontandole con papiri e altre iscrizioni antiche, la Frale ipotizza che quelle scritte abbiano i caratteri di un documento di sepoltura del I secolo, fatto che ovviamente farebbe pensare alla Sindone di Torino come un oggetto autentico. Il saggio riceve il Premio Nazionale Torre di Castruccio per il 2010, sezione Lettere, ed il Premio Culturale Nazionale “Brava Barbara!”, promosso dall'Associazione Culturale “Santa Barbara nel mondo” di Rieti. È stato tradotto in francese (Bayard, Paris 2010) e inglese (Maveryck house publishers).
Nell'aprile 2010 la Frale pubblica per la Libreria Editrice Vaticana il saggio storico La sindone e il ritratto di Cristo, e il 2 maggio svolge il commento storico in diretta dal Duomo di Torino in collegamento con la messa celebrata da papa Benedetto XVI in occasione del suo pellegrinaggio alla Sindone.
Nel giugno 2011 pubblica Il principe e il pescatore. Pio XII, il nazismo e la tomba di san Pietro in Vaticano, il quale si basa sullo studio di documenti custoditi nell'Archivio della Segreteria di Stato del Vaticano. La ricerca indaga gli scavi fatti eseguire da papa Pio XII (1876-1958) nei sotterranei della Basilica vaticana per verificare una tradizione millenaria secondo la quale il luogo ospita la tomba dell'apostolo Pietro, morto martire sotto Nerone nell'anno 64 d.C.; il tema era stato trattato in passato dalla nota esperta di epigrafia greca Margherita Guarducci. Il cantiere archeologico, proprio perché blindato da un cordone di rigida riservatezza, fu usato da alcuni monsignori tedeschi e antinazisti in servizio presso il Vaticano per mettersi in contatto con l'agente segreto Josef Müller, inviato della resistenza antinazista già attiva in Germania e capeggiata dall'ammiraglio Canaris, che cercava di rovesciare il regime e ripristinare la democrazia. Il personaggio chiave dell'operazione, monsignor Ludwig Kaas, dirigeva il cantiere degli scavi sotto la basilica vaticana come Economo e Segretario della Fabbrica di San Pietro; amico di Josef Müller, era stato capo del Partito di Centro in Germania prima dell'avvento di Hitler nel 1933, dopo il quale fu costretto ad espatriare. Rompendo la neutralità della Santa Sede, Pio XII offrì a questo braccio vaticano della resistenza contro Hitler un angolo riservato per collegarsi con gli Alleati tramite sir D'Arcy Osborne, diplomatico britannico ospite in Vaticano. Questi fatti, già discussi in passato da storici quali Andrea Riccardi, Andrea Tornielli, Owen Chadwick, David Alvarez, Robert Graham e Renato Moro, sono approfonditi e arricchiti di nuovi dettagli da parte dell'autrice: come mostrano due fascicoli di documenti dell'Archivio della Segreteria di Stato, già dall'autunno 1938 era iniziato un programma per aiutare gli ebrei tedeschi a lasciare in segreto il Terzo Reich, svolto dalla Segreteria di Stato in collaborazione con alcune associazioni di volontariato cattoliche e protestanti, come la Società di San Vincenzo de' Paoli, l'Opera San Raffaele di Amburgo e i Quackers. La ricerca ha avuto ampia eco da parte della stampa e ne hanno trattato le maggiori trasmissioni televisive e radiofoniche di carattere culturale come Mizar, a cura di Tommaso Ricci, La Compagnia del Libro, a cura di Luigi Ferraiuolo, il reportage Zapping, a cura di Aldo Forbice, ma anche riviste di costume e divulgazione.
Barbara Frale ha partecipato a numerose trasmissioni televisive in Italia e all'estero, fra cui Le storie condotta da Corrado Augias su RAI 3; Impero, condotta da Valerio Massimo Manfredi su La7; Voyager, condotta da Roberto Giacobbo su RAI 2; Tg2 Dossier, condotta da Giorgio Salvadori; Enigma, su Rete 4, condotta da Claudio Brachino. Oltre agli scritti dedicati ai Templari e alla Sindone, è anche autrice di articoli su temi diversi di storia della Chiesa e del cristianesimo pubblicati in riviste scientifiche, e scrive sulle pagine culturali dei quotidiani la Repubblica, Avvenire, L'Osservatore Romano.
Barbara Frale è solita trattare temi che abbiano vasto interesse generale, non solo nell'ambito strettamente tecnico dei cultori della materia, e discuterli con un linguaggio accessibile anche per il grande pubblico; oltre che in riviste specialistiche italiane ed estere, le sono stati dedicati numerosi speciali anche da riviste di attualità, costume o divulgazione, come Oggi, Gente, Chi, Focus, Panorama, Io Donna.
La rivista canadese "The Messenger of Saint Anthony" le ha dedicato la copertina nel 2010, mentre la rivista italiana "Class" le aveva già dedicato una delle sue copertine nel maggio 2008.

## Critiche e controversie

### I Templari e la sindone di Cristo
Barbara Frale è stata criticata per le tesi sostenute nel suo libro I Templari e la sindone di Cristo (2009). Nel libro la studiosa sostiene che l'idolo che i templari adoravano - secondo le accuse mosse loro dall'Inquisizione del tempo - coincide con la Sindone di Torino. Si tratta della ripresa di una tesi proposta nel 1978 dallo scrittore e sindonologo inglese Ian Wilson. La tesi era già stata confutata anni fa dai maggiori esperti di storia dei Templari, in particolare dai già menzionati Malcolm Barber e Alain Demurger.
La riproposizione della Frale è stata oggetto delle medesime critiche da parte di vari studiosi esperti di Sindone (Gaetano Ciccone, Gian Marco Rinaldi) o di storia medievale (Massimo Vallerani, Raffaele Licinio); anche il direttore scientifico del museo della Sindone, Gian Maria Zaccone e il settimanale della Diocesi di Torino hanno preso le distanze dalle interpretazioni della Frale. In particolare, si accusa l'autrice di aver fornito argomentazioni insufficienti, capziose, congetturali e derivanti da errate traduzioni e interpretazioni dei documenti.
Nel maggio 2011 è stato pubblicato da parte dello storico Andrea Nicolotti un volume interamente dedicato alle presunte relazioni tra i Templari e la Sindone, che l'autore considera inesistenti: in esso tutte le dimostrazioni contenute nel libro della Frale sono prese in esame e qualificate come false, scorrette o ingannevoli. Alcuni testi erano già stati parzialmente pubblicati online. L'autore sostiene di aver individuato una lunga serie di errori ascrivibili all'autrice, che renderebbero il suo saggio inutilizzabile. In seguito, ha paragonato il suo genere di scrittura ai romanzi di Dan Brown. All'interno del libro di Nicolotti sono anche ospitate alcune dichiarazioni di studiosi che erano stati citati nel libro della Frale, i quali però dichiarano di essere stati fraintesi e di non condividere quanto l'autrice riteneva di aver dimostrato. Il libro contiene una premessa del già citato Malcolm Barber, il quale qualifica come “imbroglio” le tesi sostenute da Frale.
Da ultimo Ian Wilson, il sindonologo sulle cui ipotesi Frale ha costruito il proprio libro, ha rigettato le sue conclusioni, definendole “stravaganti” e inconcludenti.
In seguito a queste prese di posizione, riprese anche dalla stampa generalista e cattolica, lo storico Sergio Luzzatto ha parlato di una “enorme mistificazione storica” messa in atto da Barbara Frale.

### La sindone di Gesù Nazareno
Nel novembre del 2009 Barbara Frale ha pubblicato, per Il Mulino, "La sindone di Gesù Nazareno", un volume di 375 pagine, in cui conferma e approfondisce le tesi sulla sindone già esposte nell'opera I Templari e la sindone di Cristo.
Ne La sindone di Gesù Nazareno, la Frale afferma - attraverso un'analisi multidisciplinare - come il lino di Torino sia il lenzuolo che avvolse Gesù dopo la sua deposizione dalla croce.
La studiosa si impegna particolarmente a smentire l'esito della prova del carbonio 14 che nel 1988 aveva datato la sindone ad un'epoca bassomedievale. Altro aspetto che la Frale illustra in questa sua ultima opera è l'esistenza sulla sindone di iscrizioni che ella ritiene risalenti all'epoca della morte e del seppellimento di Gesù. Si tratterebbe di iscrizioni di natura burocratica legate all'esecuzione della condanna a morte e alle operazioni a essa strettamente connesse.
Si tratta in realtà, come ammette la stessa studiosa, di scritte che erano già state individuate in passato, ma che la Frale ora interpreta diversamente.
Anche in questo caso le tesi della Frale sono state confutate da vari studiosi (Andrea Nicolotti, Luciano Canfora, Bruno Barberis, mons. Giuseppe Ghiberti), i quali sottolineano che la stessa esistenza delle scritte è assai improbabile, non risultando né alla vista né direttamente sulle foto della Sindone. Le iscrizioni infatti sono il frutto dell'interpretazione di alcuni segni parziali e confusi evidenziati grazie ad elaborazioni e trattamenti fotografici moderni, effettuati a partire da lastre fotografiche della Sindone impresse da Giuseppe Enrie nel 1931, ma non riottenibili dalle foto più recenti. La stessa interpretazione linguistica di tale presunti segni è stata oggetto di severe critiche, per gli evidenti errori di grammatica e di traduzione presenti e per le forzature che la Frale avrebbe compiuto per piegare i dati alla propria tesi precostituita.. Anche il Prefetto dell'Archivio Segreto Vaticano, Mons. Sergio Pagano, parlando degli studi della sua dipendente l'ha criticata, affermando che "il metodo di scrittura della storia della dottoressa Frale non è quello della tradizione dell'Archivio Vaticano" in quanto "in genere i nostri archivisti pubblicano saggi molto bene accolti poiché sono frutto di un solido metodo positivistico, di un duro e lungo lavoro di ricerca e di lima, dunque lontani mille miglia dai presunti scoop di cui il pubblico è ghiotto".

### La pseudonimia di Barbara Frale
Nel 2009 sulla rivista mensile Fenix (nº 13, pp. 48–51) è stato pubblicato un articolo, a firma di Giovanni Aquilanti, intitolato Sulla Sindone il sigillo di Bisanzio. In esso, dopo una presentazione con toni elogiativi del contenuto del libro di Barbara Frale I templari e la sindone di Cristo, era contenuta la risposta ad alcune critiche mosse al libro della Frale da parte di Gaetano Ciccone, Antonio Lombatti e Gian Marco Rinaldi. Dopo aver respinto le argomentazioni dei critici della Frale, Aquilanti si dedicava a presentare una sua personale scoperta: una delle scritte sulla Sindone descritte da Barbara Frale sarebbe, secondo lui, l'impronta di un sigillo bizantino.
Qualche mese dopo Andrea Nicolotti ha pubblicato un articolo nel quale, con una minuziosa analisi del testo, ha smascherato la vera identità di Giovanni Aquilanti: si trattava della stessa Barbara Frale, che aveva scritto l'articolo sotto falso nome.
In un articolo pubblicato il 30 maggio 2010 sul Domenicale del Sole 24 Ore (p. 48), dal titolo Figes e Frale, avanti furbetti, lo storico Sergio Luzzatto basandosi sull'articolo di Nicolotti ha messo alla berlina la studiosa, rivelando come ella abbia "imbrogliato le carte per elogiare se stessa e svillaneggiare i suoi critici".
Barbara Frale ha replicato in un articolo pubblicato da Il Giornale, ammettendo di aver scritto quell'articolo sotto falso nome, ma sostenendo che non ci sarebbe "nulla di male". Secondo la Frale "l'articolo su Fenix non era una recensione del mio libro. Era piuttosto una risposta ad alcune delle critiche più assurde che ho ricevuto. Non ho scritto per esaltare me stessa né per recensire in modo cattivo opere altrui". L'articolo della Frale firmato da Aquilanti conteneva una difesa degli scritti dell'autrice e si dedicava a squalificare gli autori che l'avevano criticata, definendoli "scrittori amatoriali"; si dilungava poi nel commentare un libro pubblicato alcuni anni prima da uno dei tre, Antonio Lombatti, denunciando la "sconfinata galleria di errori" che esso conterrebbe, ed accusando il suo autore di ignoranza delle lingue antiche, di scorrettezza e persino di plagio.

## Opere

### Romanzi
- La lingua segreta degli Dei, Segrate, Mondadori, 2012. ISBN 978-88-04-61612-2
- Respice arcanum. Il Papa, Penne & Papiri, 2014. ISBN 978-88-89336-60-1
- Il gioco degli arcani, Centauria, 2016. ISBN 978-88-6921-153-9
- I sotterranei di Notre-Dame, Roma, Newton Compton, 2018. ISBN 978-88-227-1431-2
- In nome dei Medici. Il romanzo di Lorenzo il Magnifico, Roma, Newton Compton, 2018. ISBN 978-88-227-2117-4
- Cospirazione Medici, Roma, Newton Compton, 2019. ISBN 978-88-227-3385-6
- La torre maledetta dei Templari, Roma, Newton Compton, 2020. ISBN 978-88-227-3823-3
- Leonardo da Vinci. Il mistero di un genio, Roma, Newton Compton, 2021. ISBN 978-88-227-5631-2
- I labirinti di Notre-Dame, Roma, Newton Compton Editori, 2022. ISBN 978-88-227-5643-5
- L'idolo dei templari, Rai Libri, settembre 2022. ISBN 9788839718556
- Maledizione Notre-Dame, Roma, Newton Compton Editori, 2023. ISBN 9788822770929
- Imperium. L'erede di Roma, Roma, Newton Compton Editori, 2024. ISBN 9788822788573

### Saggi
- Le pergamene dell'Archivio comunale di Bolsena. Mostra documentaria, Bolsena, Dromos, 1994
- Orte 1303-1367. La città sul fiume, Manziana, Vecchiarelli, 1995 (ISBN 88-85316-57-3)
- L'ultima battaglia dei Templari. Dal codice ombra d'obbedienza militare alla costruzione del processo per eresia, premessa di Franco Cardini, Roma, Viella, 2001 (ISBN 978-88-8334-037-6)
- Strategia di un delitto. Filippo il Bello e il cerimoniale segreto dei Templari, Firenze, Giunti, 2001 (ISBN 88-09-02052-9)
- Il Papato e il processo ai Templari. L'inedita assoluzione di Chinon alla luce della Diplomatica pontificia, Roma, Viella, 2003 (ISBN 978-88-8334-098-7)
- I Templari, Bologna, Il Mulino, 2004 (ISBN 978-88-15-09798-9)
- I Templari e la Sindone di Cristo, Bologna, Il Mulino, 2009 (ISBN 978-88-15-13157-7)
- La sindone di Gesù Nazareno, Bologna, Il Mulino, 2009 (ISBN 978-88-15-13374-8)
- La Sindone e il ritratto di Cristo, Roma, Libreria Editrice Vaticana, 2010 (ISBN 978-88-209-8389-5)
- Il Principe e il Pescatore. Pio XII, il nazismo e la tomba di San Pietro, Milano, Mondadori, 2011 (ISBN 978-88-04-60901-8)
- L'inganno del gran rifiuto. La vera storia di Celestino V, papa dimissionario, introduzione di Franco Cardini, Novara, UTET, 2013 (ISBN 978-88-418-9687-7)
- Andare per la Roma dei Templari, Bologna, Il Mulino, 2014 (ISBN 978-88-15-25203-6)
- Crimine di Stato. La diffamazione dei Templari, Firenze, Giunti, 2014 (ISBN 978-88-09-79739-0)
- La guerra di Francesco. Gioventù di un santo ribelle, Novara, UTET, 2016 (ISBN 978-88-511-3641-3)
- La leggenda nera dei Templari, Bari, Laterza, 2016 (ISBN 978-88-581-2579-3)